# Grüner Allianseidrettslag
Grüner Allianseidrettslag är en norsk är ett norskt idrottslag från Grünerløkka i Oslo  Grüner drivs som ett allianssportlag, med egna underliggande idrottslag inom fotboll, handboll och ishockey. Som grundades den 1 januari 1914. Ishockeylag spelar säsongen 2019/2020 i Norges högsta division, Fjordkraftligaen. 
Klubben spelar sina hemmamatcher i Grünerhallen. 

## Kända spelare
- Carl Wassenius
- Erik Lindhagen